# Budynek przy ul. Winnica 44 w Toruniu
Budynek przy ul. Winnica 44 w Toruniu (również Trzeposz, Treposz, Treposch) – dawny młyn wodny położony bezpośrednio nad Wisłą przy ul. Winnica 44 w Toruniu. Budynek powstał w połowie XIII w. jako młyn wodny, tzw. Trzeposz (niem.Treposch) i był własnością Torunia. W 1259 roku rada miasta przekazała młyn Zakonowi Krzyżackiemu (jako władzy zwierzchniej). Po wojnie trzynastoletniej król Kazimierz IV Jagiellończyk w tzw. przywilejach kazimierzowskich zwrócił go miastu. Na przełomie XIX i XX wieku młyn został przebudowany i zaadaptowany na cele mieszkalne. Pozostałością po średniowiecznym młynie zostały fragmenty podziemi. Budynek figuruje w gminnej ewidencji zabytków (nr 158).